# Oksana Baulina
Oksana Víktorovna Baulina (en rus: Оксана Викторовна Баулина; Kràsnaia Prèsnia, 1 de novembre de 1979 - Kíiv, Ucraïna, 23 de març de 2022) va ser una periodista i activista russa.
Va treballar a partir del 2017 per a l'opositor al règim rus, Aleksei Navalni, a la seva Fundació Anticorrupció. Hagué d'anar-se'n de Rússia el 2021 quan l'entitat va ser declarada organització extremista.
Periodista del diari electrònic rus The Insider, va morir al districte de Podilsk mentre filmava els estralls de la la invasió russa a la capital d'Ucraïna, arran de l'explosió d'un míssil rus contra el seu vehicle el 23 de març del 2022.